# 다니엘 슈마허
다니엘 슈마허(Daniel Schuhmacher, 1987년 10월 3일 ~ )는 독일의 가수로, 독일은 슈퍼스타를 찾습니다 시즌 6의 우승자이다.